# Фин Витрок
Питер Витрок јуниор (енгл. Peter Wittrock, Jr.; Линокс, 28. октобар 1984) је амерички глумац и сценариста. Почео је каријеру као гостујућа улога у неколико телевизијских серија. Направио је филмски деби 2004. године, у филму Хелоувинтаун 3 након чега се вратио филмовима када је 2010. године глумио у филму Дванаест. Након што је студирао позориште у Џулијард школи, био је регуларна улога у сапуници Свој мојој деци од 2009. до 2011. године, док је глумио у неколико позоришних продукција. Године 2011, глумио је у оф-Бродвеј Тони Кушнеровом делу Илузија и појавио се 2012. године у Бродвеју као Хепи Ломан у новој верзији Артур Милеровог дела Смрт трговачког путника, који је режирао Мајк Николас.
Године 2014, постао је познат по улогама у филмовима Обично срце, Ноје и Несломљив и добио је номинацију за улогу Денди Мота у FX серији Америчка хорор прича: Циркус наказа на додели награда Еми за ударне термине. Године 2015, глумио је модела Тристана Дафија и глумца Рудолфа Валентина у серији Америчка хорор прича: Хотел и глумио је ансамблску улогу у драмедијском филму Опклада века. Године 2016, Витрок се појавио као гостујућа улога Џетер Полк у серији Америчка хорор прича: Роаноук и глумио је Грега у Дејмијен Шазеловом филму La La Land. Године 2018, глумио је жртву убице Џефрија Трејла у FX крими-драмској серији Атентат на Ђанија Версаћеа: Америчка крими прича чиме је зарадио другу Еми номинацију.